# Ugličská vodní elektrárna
Ugličská vodní elektrárna (rusky Угличская ГЭС) je vodní dílo na řece Volha. Je součástí Volžsko-kamské kaskády a je jednou z nejstarších vodních elektráren v Rusku. Hrála důležitou roli v zásobování hlavního města elektrickou energii během bitvy o Moskvu. Architektonický celek vodního díla byl zařazen do seznamu státem chráněných památek Ruska.

## Všeobecné informace
Výstavba celého díla byla provedena v letech 1935-1955. Řízením stavebních prací byl pověřen akademik Alexandr Vasiljevič Vinter, který byl na stavbu převelen po základní dostavbě Dněprogesu.
Stavební celek sestává z budovy vodní elektrárny o délce 154 m, přepadové betonové hráze o délce hráze 179 m, zemní sypané hráze dlouhé 403 m a jednokomorového zdymadla. Přepadový systém o sedmi polích byl projektován na hodnotu deseti tisícileté povodně o předpokládané hodnotě 11 600 m3/s.
Od prvního spuštění pracují na spádu 16 m dvě Kaplanovy turbíny o hltnosti 482 m3/s a výkonu 60 MW. Původní instalovaný výkon 120 MW řadil elektrárnu (do zprovoznění Rybinské elektrárny) na první místo v Rusku a druhé místo v Sovětském svazu.

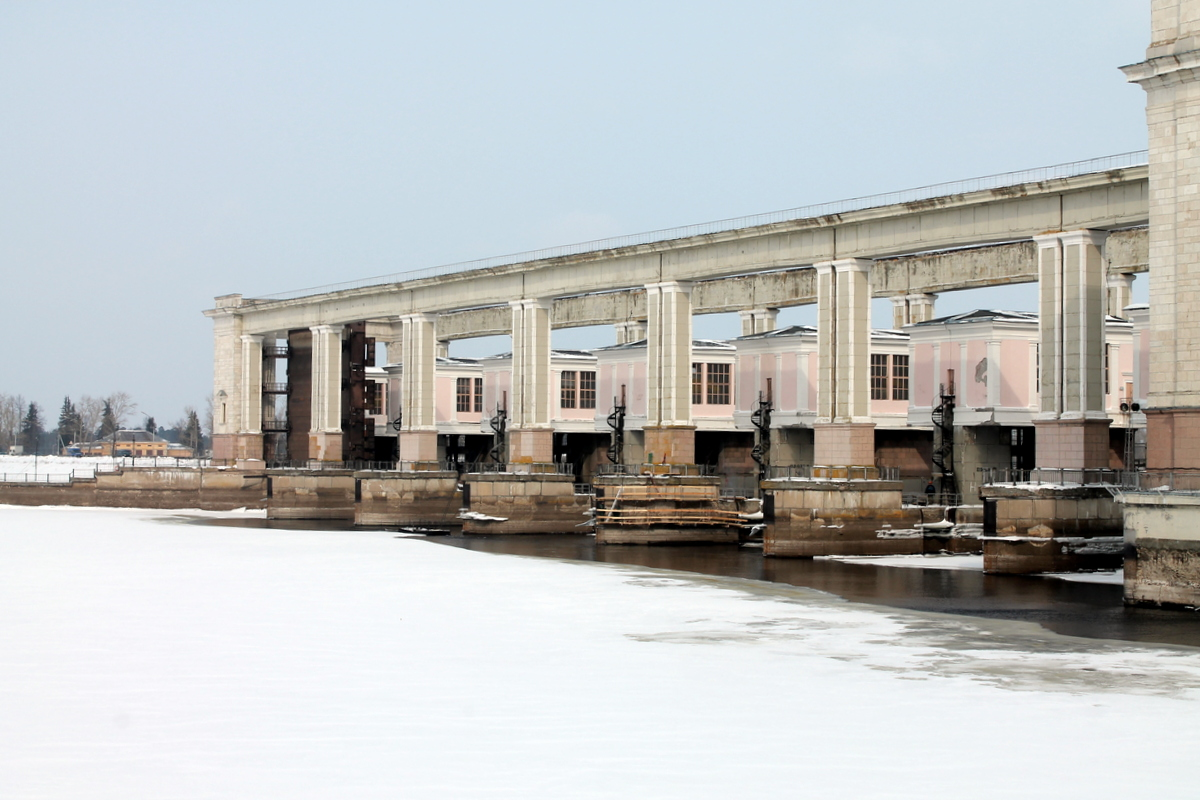
Návodní část přelivu

Průměrná roční výroba činí 240 miliónů kWh.

## Historie vodního díla
Výstavba vodních elektráren na horní Volze (vodní elektrárny Ugličská a Rybinská) byla v té době největším vodním dílem v zemi. Myšlenka kaskády vodních elektráren s velkými nádržemi, které umožňují celoročně regulovat tok řek byla poprvé uskutečněna právě na horní Volze.
Stavba se stala hydrotechnickou laboratoří pro všechny následné vodní elektrárny v Sovětském svazu. Poprvé byla v zimním období zvládnuta technologie betonování, bylo použito parní vytápění a dopravní pásy nesoucí betonovou směs byly chráněny dřevěnými galeriemi, které byly vytápěny elektrickými pecemi.
8. prosince 1940 byl zprovozněn první blok vodní elektrárny. a druhý blok 20. března 1941.
Během Velké vlastenecké války hrála vodní elektrárna spolu s elektrárnou Ivaňkovskou a Rybinskou důležitou roli při obraně Moskvy a dokázala nepřetržitě zásobovat hlavní město elektrickou energií. Celé vodní dílo včetně zemní hráze bylo pokryto dřevěnými deskami s maskovacím nátěrem a střecha elektrárny byla pokryta protiletadlovými kulomety.
Během válečných let vyrobily vodní elektrárny v Ugliči a Rybinsku přibližně 4 miliardy kWh elektřiny, čímž uvolnily 5 milionů tun tuhého paliva pro potřeby národního hospodářství . Po celou dobu byly stanice provozovány za podmínek velkého nedostatku energie v rozvodném systému, frekvence proudu v síti často klesla pod 45 Hz při standardních 50 Hz. Bylo zaznamenáno, že tento režim provozu nepůsobil nepříznivě na zařízení vodních elektráren, na rozdíl od elektráren tepelných.
30. července 1955 Rada ministrů SSSR schválila přijetí Ugličské a Rybinské vodní elektrárny do provozu jako jednotný celek KASKÁDA č.1 MOSENEGRO.

## Současnost
Během osmdesátiletého provozu nedošlo k žádným poruchám v provozu, které by vyvolaly nutnost rekonstrukce. Přesto bude podle projektu společnosti RusHydro kompletní strojní i elektrotechnické zařízení do roku 2025 vyměněno s navýšením výkonu na 130 MW.